# Heilige Orde van Jeruzalem
De Heilige Orde van Jeruzalem (Engels: "The Sacred Al-Quds Order", "Sacred Order of Jerusalem"), werd door de Palestijnse Nationale Autoriteit, een bestuursorgaan dat de Westelijke Jordaanoever en tot voor kort ook de Gazastrook bestuurde, als ridderorde ingesteld.